# Winchester (Kentucky)
Winchester és una població dels Estats Units a l'estat de Kentucky. Segons el cens del 2000 tenia 16.724 habitants.

## Demografia
Segons el cens del 2000, Winchester tenia 16.724 habitants, 6.907 habitatges, i 4.620 famílies. La densitat de població era de 845,2 habitants/km².
Dels 6.907 habitatges en un 31,4% hi vivien nens de menys de 18 anys, en un 47% hi vivien parelles casades, en un 16,4% dones solteres, i en un 33,1% no eren unitats familiars. En el 28,5% dels habitatges hi vivien persones soles el 12,6% de les quals corresponia a persones de 65 anys o més que vivien soles. El nombre mitjà de persones vivint en cada habitatge era de 2,39 i el nombre mitjà de persones que vivien en cada família era de 2,93.
Per edats la població es repartia de la següent manera: un 24,9% tenia menys de 18 anys, un 9,9% entre 18 i 24, un 30% entre 25 i 44, un 21,1% de 45 a 60 i un 14% 65 anys o més.
L'edat mediana era de 35 anys. Per cada 100 dones de 18 o més anys hi havia 84,4 homes.
La renda mediana per habitatge era de 31.254 $ i la renda mediana per família de 36.797 $. Els homes tenien una renda mediana de 31.295 $ mentre que les dones 21.747 $. La renda per capita de la població era de 15.611 $. Entorn del 13,1% de les famílies i el 15,5% de la població estaven per davall del llindar de pobresa.

## Poblacions properes
El següent diagrama mostra les poblacions més properes.